# Herrscher von Saba und Himyar
Diese Aufstellung basiert auf dem Buch englisch The History of Arab Nations before Islam ‚Die Geschichte der arabischen Nationen vor dem Islam‘ von Javad Ali, das die Abstammungslinie der Könige von Saba und Himjar ableitet und rekonstruiert, basierend auf Inschriften und anderen historiographischen Beweisen. Dieses Buch ist auf Arabisch verfasst und wurde ins Persische übersetzt.
| Nr.                                           | Javad Ali | Wikipedia |
| Mukarribe von Saba                            | Mukarribe von Saba | Mukarribe von Saba |
| --------------------------------------------- | --- | --- |
| 1                                             | Yatha' Amar Bayin I. | Yitha'amar Bayyin I. |
| 2                                             | Yada’il Bayin I. | Yada'il Bayyin I. |
| 3                                             | Sumuhu'ali Yanuf I. (englisch: Samah Ali Yanuf I.), Sohn des Yada'il Dharih                                                                    | Sumuhu'ali Yanuf I. (englisch: Samah Ali Yanuf I.), Sohn des Yada'il Dharih                                                                    |
| 4                                             | Yatha' Amar Watar I. | Yitha'amar Watar I. Nachfolger: Dhamar'ali I.                                                                                                  |
| 5                                             | Yakrib Malek Zarih | Yakrib Malek Dharih |
| 6                                             | Yakrib Malek Watar I. | |
| 7                                             | Samah Ali Yanuf II. | Sumuhu'ali Yanuf II., Sohn des Dhamar'ali Watar                                                                                                |
| 8                                             | Yada’il Bayin II. | Yada'il Bayyin II., Sohn von 9 |
|                                               | | Sumuhu'ali Yanuf III., Sohn und Nachfolger des Yada'il Bayyin II.                                                                              |
| 9                                             | Yatha' Amar Watar II. | Yitha'amar Watar II. |
| 10                                            | Yada' Ab I. | Yada'ab I. |
| 11                                            | Yada’il Bayin III. | Yada'il Bayyin III. |
| 12                                            | Yakrib Malek Watar II. | |
| 13                                            | Yitha'amar Bayyin II., Sohn von 3 (englisch: Yatha' Amar Bayin II.)                                                                            | Yitha'amar Bayyin II., Sohn von 3 (englisch: Yatha' Amar Bayin II.)                                                                            |
| 14                                            | Karib’il Watar I. (englisch: Karab il Watar I.) (nach älterer Zählung Karib'il Watar I. und Karib'il Watar II.; auch Karib'il Watar der Große) | Karib’il Watar I. (englisch: Karab il Watar I.) (nach älterer Zählung Karib'il Watar I. und Karib'il Watar II.; auch Karib'il Watar der Große) |
| 15                                            | Yada' Ab II. | Yada'ab II. |
| 16                                            | Akh Karab | |
| 17                                            | Samah Ali Watar | Sumuhu'ali I. (?), mutmaßlicher Nachfolger von 14                                                                                              |
| 18                                            | Yada’il Zarih, Sohn von 17 | Yada'il Dharih I. |
| 19                                            | Samah Ali Yanuf III., Sohn von 18 | Sumuhu'ali Yanuf III.? |
| 20                                            | Yatha' Amar Watar III., Sohn von 18 | Yatha'amar Watar III. |
| 21                                            | Yada’il Bayin IV., Sohn von 20 | Yada'il Bayyin IV. |
| 22                                            | Yada’il Watar I., Sohn von 20 | Yada'il Watar I. |
| 23                                            | Zamir Ali Zarih I., Sohn von 21 | Dhamar'ali Dharih I. |
| 24                                            | Yatha' Amar Watar IV., Sohn von Samah Ali Yanuf, Sohn von 20                                                                                   | Yatha'amar Watar IV. |
| 25                                            | Karab il Bayin I., Sohn von 24 | Karab il Bayyin I. |
| 26                                            | Samah Ali Yanuf IV., Sohn von 24 | Sumuhu'ali Yanuf IV. |
| 27                                            | Zamir Ali Watar, Sohn von 26 | Dhamar'ali Watar |
| 28                                            | Samah Ali Yanuf V., Sohn von 27 | Sumuhu'ali Yanuf V. |
| 29                                            | Yatha' Amar Bayin III., Sohn von 28 | Yatha'amar Bayyin III. |
| 30                                            | Yakrib Malek Watar III. | |
| 31                                            | Zamir Ali Yanuf, Sohn von 30 | Dhamar'ali Yanuf |
| Könige von Saba                               | | |
| 32                                            | Karab il Watar II., Sohn von 31 | |
| 33                                            | Samah Ali Zarih, Sohn von 32 | Sumuhu'ali Dharih |
| 34                                            | Karab il Watar III., Sohn von 33 | |
| 35                                            | Il Sharih I., Sohn von 33 | |
| 36                                            | Yada’il Bayin V., Sohn von 34 | Yada'il Bayyin V. |
| 37                                            | Yakrib Malek Watar IV., Sohn von 36 | |
| 38                                            | Yatha' Amar Bayin IV., Sohn von 37 | Yatha'amar Bayyin IV. |
| 39                                            | Karab il Watar IV., Sohn von 38 | |
| 40                                            | Yada’il Bayin VI., Sohn von 39 | Yada'il Bayyin VI. |
| 41                                            | Samah Ali Yanuf VI., Sohn von 39 | Sumuhu'ali Yanuf VI. |
| 42                                            | Yatha' Amar Watar V., Sohn von 39 | Yatha'amar Watar V. |
| 43                                            | Il Sharih II., Sohn von 41 | |
| 44                                            | Zamir Ali Bayin I., Sohn von 41 | Dhamar'ali Bayyin I. |
| 45                                            | Yada’il Watar II., Sohn von 44 | Yada'il Watar II. |
| 46                                            | Zamir Ali Bayin II., Sohn von 45 | Dhamar'ali Bayyin I. |
| 47                                            | Samah Ali Yanuf VII., Sohn von 46 | Sumuhu'ali Yanuf VII. |
| 48                                            | Karab il Watar V., Sohn von 46? | |
| 49                                            | Karab Yuhan'em, Sohn von Ham Athat | |
| 50                                            | Karab il Watar VI., Sohn von 49 | |
| 51                                            | Wahab Shamsam, Sohn von Halik Amar | Wahab Schamsam |
| 52                                            | Wahab il Yahiz I., Sohn von Saraw | |
| 53                                            | Anmar Yuha'man I., Sohn von 52 | |
| 54                                            | Zamir Ali Zarih II., Sohn von 53 | Dhamar'ali Dharih II. |
| 55                                            | Nasha Karab Yuha'man, Sohn von 54 | |
| 56                                            | Wahab il Yahiz II. | |
| 57                                            | Zamir Ali Bayin III. | Dhamar'ali Bayyin III. |
| 58                                            | Anmar Yuha'man II., Sohn von 56 | |
| 59                                            | Yasir Yuhan'em I. | |
| 60                                            | Shamir Yuhar'esh I., Sohn von 59 | Schammar Yuhar'isch |
| 61                                            | Yarim Aymin, Sohn von Awsalat Rafshan | |
| 62                                            | Karab il Watar Yuhan'em I., Sohn von 56 | |
| 63                                            | ’Alhan Nahfan, Sohn von 61 | ’Alhan Nahfan, Sohn von 61 |
| 64                                            | Far'am Yanhab | |
| Könige von Saba und Ziridan                   | | |
| 65                                            | Sha'ir Awtar (englisch: Sha'ram Awtar), Sohn von 63                                                                                            | |
| 66                                            | il Sharih Yahzib, Sohn von 64 | |
| 67                                            | Yazil Bayin, Sohn von 64 | Yazil Bayyin |
| 68                                            | Hayu Athtar Yazi', Sohn von 65? | |
| 69                                            | Karab il Watar Yuhan'em II., Sohn von 57 | |
| 70                                            | Watar Yuha'min, Sohn von 66 | |
| 71                                            | Zamir Ali Zarih III., Sohn von 69 | Dhamar'ali Dharih III. |
| 72                                            | Nasha Karab Yuha'min Yuharhib, Sohn von 66 | |
| 73                                            | Karab il Bayin II., Sohn von 71 | Karab il Bayyin II. |
| 74                                            | Yasir Yuhasdiq | |
| 75                                            | Sa'd Shams Asri', Sohn von 66 | |
| 76                                            | Murthid Yuhahmid, Sohn von 75 | |
| 77                                            | Zamir Ali Yahbir I., Sohn von 74 | Dhamar'ali Yahbir I. |
| 78                                            | Tharin Ya'ib Yuhan'im, Sohn von 77 | |
| 79                                            | Zamir Ali Yahbir II., Sohn von 78 | Dhamar'ali Yahbir II. |
| 80                                            | Shamdar Yuhan'im | Schamdar Yuhan'im |
| 81                                            | Amdan Bayin Yuhaqbiz | Amdan Bayyin Yuhaqbiz |
| 82                                            | Hutar Athat Yafish | |
| 83                                            | Karab Athat Yuhaqbiz | |
| 84                                            | Shahar Aymin | |
| 85                                            | Rab Shams Namran | |
| 86                                            | Il Ez Nawfan Yuhasdiq | |
| 87                                            | Sa'd Um Namran | |
| 88                                            | Yasir Yuhan'em II. | |
| Könige von Saba, Ziridan, Hazarmut und Yamnit | | |
| 89                                            | Shamir Yuhar'esh II., Sohn von 88 | |
| 90                                            | Yarim Yuharhib, Sohn von 89 | |
| 91                                            | Yasir Yuhan'im III., Sohn von 89 | |
| 92                                            | Tharin Ayfi', Sohn von 91 | |
| 93                                            | Zari' Amar Aymin I., Sohn von 91 | |
| 94                                            | Karab il Watar Yuhan'em III. | |
| 95                                            | Tharin Yakrib, Sohn von 89 | |
| 96                                            | Zamir Ali Yahbir III., Sohn von 95 | Dhamar'ali Yahbir III. |
| 97                                            | Tharin Yuhan'im, Sohn von 96 | |
| 98                                            | Malki Karab Yuha'min, Sohn von 97 | |
| 99                                            | Zari' Amar Aymin II., Sohn von 98 | |
| 100                                           | Ab Karab As'id, Sohn von 98 | |
| 101                                           | Hasan Yuha'min, Sohn von 100 | |
| 102                                           | Sharhib il Ya'fir, Sohn von 100 | |
| 103                                           | Sharhib il Yakif | |
| 104                                           | Mu'di Karab Yan'im, Sohn von 103 | |
| 105                                           | Luhay'ath Yanuf, Sohn von 103 | |
| 106                                           | Nawfim, Sohn von 103 | |
| 107                                           | Murthid Alan Yanuf | |
| 108                                           | Mu'di Karab Ya'fir | |
| 109                                           | Yusuf Asʾar Yathʾar (Dhu Nuwas) | Yusuf Asʾar Yathʾar (Dhu Nuwas) |